# Fraccionamiento Club de Golf Hacienda San Gaspar
Fraccionamiento Club de Golf Hacienda San Gaspar är en ort i Mexiko.   Den ligger i kommunen Jiutepec och delstaten Morelos, i den sydöstra delen av landet, 60 km söder om huvudstaden Mexico City. Fraccionamiento Club de Golf Hacienda San Gaspar ligger 1 386 meter över havet och antalet invånare är 161.
Terrängen runt Fraccionamiento Club de Golf Hacienda San Gaspar är kuperad österut, men västerut är den platt. Terrängen runt Fraccionamiento Club de Golf Hacienda San Gaspar sluttar söderut. Runt Fraccionamiento Club de Golf Hacienda San Gaspar är det mycket tätbefolkat, med 3 134 invånare per kvadratkilometer. Närmaste större samhälle är Cuernavaca, 11,5 km nordväst om Fraccionamiento Club de Golf Hacienda San Gaspar. Omgivningarna runt Fraccionamiento Club de Golf Hacienda San Gaspar är en mosaik av jordbruksmark och naturlig växtlighet.